# Jiří Topinka
Jiří Topinka (* 1. April 1985) ist ein tschechischer Grasskiläufer. Er nahm bisher an einer Weltmeisterschaft teil und fuhr im Weltcup einmal in die Punkteränge.

## Karriere
Jiří Topinka startet seit 2004 in Rennen des Tschechien-Cups. 2006 nahm er erstmals an FIS-Rennen teil und kam dabei zweimal unter die besten 30. Am 5. Juli 2008 bestritt der Tscheche sein erstes Weltcuprennen. Im Riesenslalom von Čenkovice fuhr er auf Platz 24 und holte damit auch gleich seine ersten und bis heute einzigen Weltcuppunkte. In der Saison 2008 war dies sein einziges Weltcuprennen, weshalb er in der Gesamtwertung lediglich als Vorletzter auf Rang 69 kam. Zwei weitere Starts im Weltcup hatte der Tscheche im Juli 2009 in den beiden Slaloms von Čenkovice. Im ersten Slalom wurde er nach Platz 25 im ersten Lauf wegen eines Torfehlers im zweiten Durchgang disqualifiziert und im zweiten Slalom konnte er sich mit Rang 33 in Lauf eins nicht für den Finaldurchgang qualifizieren. In der Saison 2009 blieb er deshalb ohne Weltcuppunkte. Im September desselben Jahres nahm Topinka an der Weltmeisterschaft in Rettenbach teil. Er kam dabei zwar in allen Wettbewerben in die Wertung, erreichte aber nur Platzierungen unter den letzten fünf. 2010 startete Topinka nur im Tschechien-Cup und 2011 nahm er neben Rennen des Tschechien-Cups auch wieder an zwei FIS-Rennen in seinem Heimatland teil. 2012 war er erneut nur im Tschechien-Cup am Start.

## Erfolge

### Weltmeisterschaften
- Rettenbach 2009: 25. Slalom, 30. Super-Kombination, 42. Riesenslalom, 47. Super-G

### Weltcup
- Eine Platzierung unter den besten 25